# Гнєвош
Гнєвош або Гнєвс (*д/н — до 1040) — князь-співволодар Ободрицького союзу у 1028 — до 1040 року.

## Життєпис
Походив напевне з роду князів племені варнів. Про нього відомо замало. Ймовірно брав участь у змові проти верховного князя Пжибігнєва у 1028 році. Після цього розділив володарювання над ободритами разом з Ратибором і Онодрагом.
У 1036 році разом зі своїми співволодарями Гнєвош був присутній у Гамбурзі, де склав присягу вірності Бернарду II, герцогу Саксонії. Про подальшу долю відомо замало. Можливо, став боротися за одноосібну владу. До 1040 року перестав бути князем: помер або загинув.